# Foidy

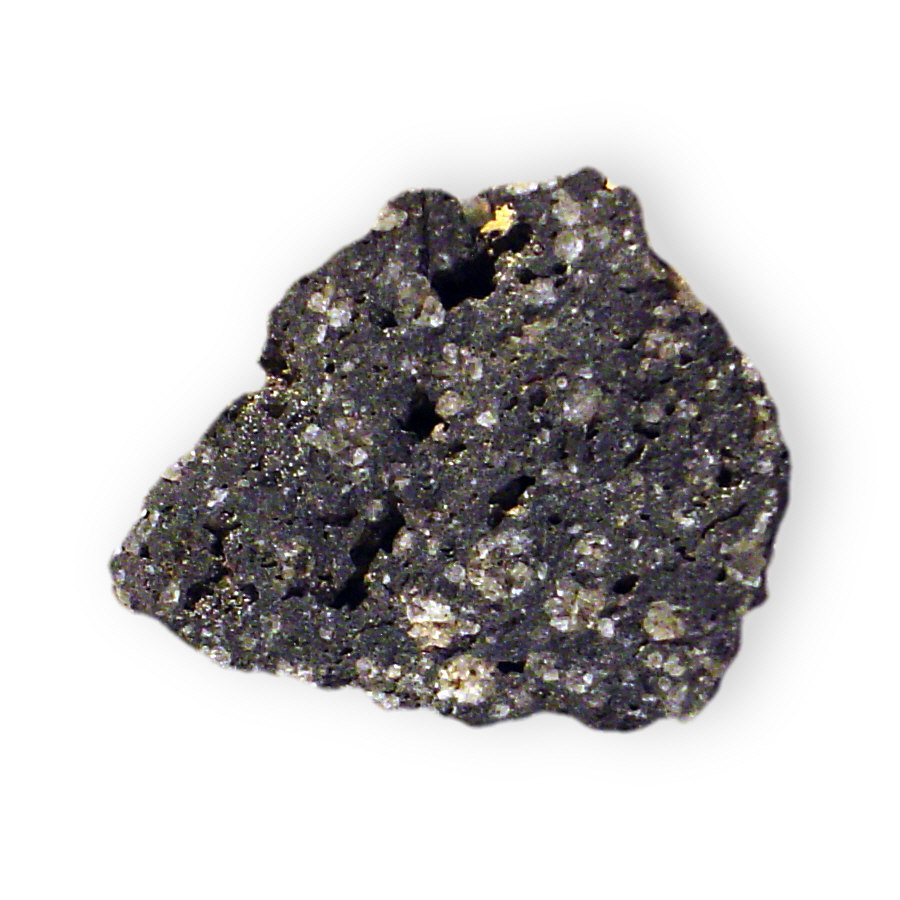
Krystaly leucitu v hornině

Foidy je skupina minerálů ze skupiny tektosilikátů, které vznikají krystalizací v tavenině namísto živců při nedostatku SiO2. Jedná se tedy o zástupce živců, které se nikdy nemohou vyskytovat v hornině společně s křemenem. Oproti živcům mají ale menší podíl SiO2 a vyskytují se jen atypicky mezi vyvřelými horninami. Pro většinu foidů je charakteristické, že jejich poměr zastoupení křemíku vůči hliníku je 1:1, kdežto v případě živců je to většinou 3:1. Příležitostně mohou obsahovat také karbonáty, chloridy, sulfidy a sírany.
Foidy se dělí na dvě hlavní skupiny a to na skupinu jednoduchých (nefelín, leucit, analcim) a komplexních foidů ze skupiny sodalitu (sodalit, nosean, hauyn).
Z tavenin nenasycených SiO2 krystalizuje hlavně nefelín, sodalit a kalsilit. Při zvýšeném PH2O se objevuje analcím, který je běžným minerálem postmagmatické hydrotermální aktivity. Leucit však může krystalizovat z SiO2 nenasycené i nasycené taveniny.